# Martin Johnson
Vous lisez un « bon article » labellisé en 2010.
Pour les articles homonymes, voir Johnson et Martin Johnson (homonymie).

a Compétitions nationales et continentales officielles uniquement.

b Matchs officiels uniquement.
Dernière mise à jour le 20 février 2011.
Martin Osborne Johnson est un joueur de rugby international anglais né le 9 mars 1970 à Solihull. Il évolue au poste de deuxième ligne tant en sélection nationale qu'avec les Leicester Tigers avec qui il effectue la majeure partie de sa carrière en club. Nommé manager du XV de la Rose le 16 avril 2008, il possède le plus grand palmarès du rugby européen en tant que joueur.
Capitaine du XV anglais de 1999 à 2003, il conduit l'équipe qui réussit le Grand Chelem dans le Tournoi des Six Nations 2003, son second après celui remporté en 1995. Mais le point culminant de sa carrière est la victoire lors de la Coupe du monde 2003 en Australie devant les tenants du titre australiens. Il est aussi le seul joueur à avoir été deux fois capitaine des Lions lors des tournées 1997 en Afrique du Sud et en 2001 en Australie. Il annonce sa retraite internationale en janvier 2004, tout en continuant à jouer pour son club des Leicester Tigers avec lesquels il gagne notamment deux coupes d'Europe en 2001 et 2002 et quatre titres consécutifs de champion d'Angleterre de 1999 à 2002. Il met un terme définitif à sa carrière de joueur en mai 2005 après la finale du championnat d'Angleterre perdue contre les London Wasps.
Joueur au physique puissant et à l'aspect intimidant, il possède également des qualités de meneur d'hommes qui le conduisent d'abord à être un capitaine d'équipe indiscutable tant en club qu'en sélections nationales, puis à devenir le sélectionneur du XV de la rose de 2008 à 2011. En raison de ses qualités de joueur et de son palmarès unique, Johnson est récompensé à plusieurs reprises, intégrant notamment le Temple international de la renommée du rugby en 2005.

## Carrière de joueur

### Jeunesse et premiers pas

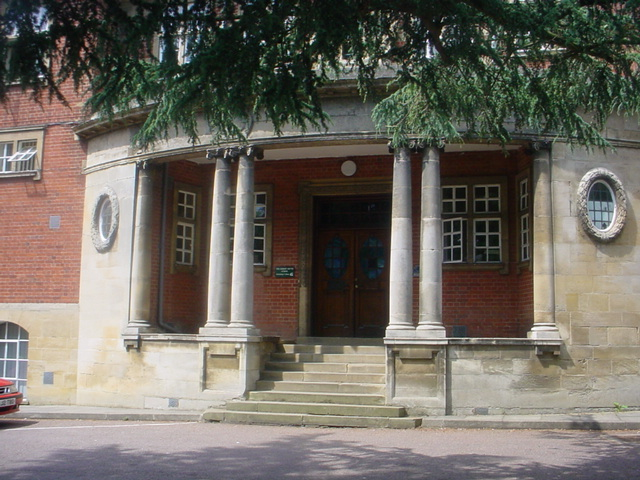
Martin Johnson effectue une partie de sa scolarité à la Robert Smyth School.

Martin Johnson naît à Solihull dans le comté des Midlands de l'Ouest. Il est le cadet de trois enfants, dont le dernier, Will, joue également au rugby à XV au plus haut niveau en club avec son frère sous les couleurs de Leicester. À l'âge de sept ans, sa famille part à Market Harborough, dans le Leicestershire, où Martin est scolarisé successivement à Ridgeway Primary School, Welland Park School et Robert Smyth School. Il s'essaye au rugby à XV mais également au football américain au sein du club des Leicester Panthers avec qui il joue un peu plus d'une saison. Il réalise très vite qu'il ne peut pas pratiquer conjointement ces deux sports très intenses pour le corps et décide donc d'en abandonner un. Il choisit de continuer le rugby et ne regrette pas son choix puisqu'il rencontre très vite le succès en étant sélectionné pour la England Schools selection en 1987. L'année suivante, il rejoint l'équipe junior des Leicester Tigers et il fait ses débuts avec l'équipe senior en 1989 dans le championnat anglais. Au cours de l'été, il est repéré par l'ancien All Black Colin Meads qui le convainc de rejoindre l'équipe de King Country en Nouvelle-Zélande pour jouer en seconde division du National Provincial Championship,. Il y reste deux années et impressionne les sélectionneurs néo-zélandais qui, en 1991, font appel à lui pour disputer une tournée de deux semaines en Australie avec l'équipe de Nouvelle-Zélande des moins de 21 ans. Il joue alors aux côtés de Va'aiga Tuigamala, John Timu et Blair Larsen. Lors de son séjour néo-zélandais, il rencontre sa femme, Kay,. En septembre 1991, il fait son retour en Angleterre où il retrouve les Tigers et le championnat anglais. Il obtient sa première cape en équipe d'Angleterre des moins de 21 ans lors d'un match remporté 94-0 contre la Belgique.

### Premières années avec lesLeicester Tigers(1991-1994)

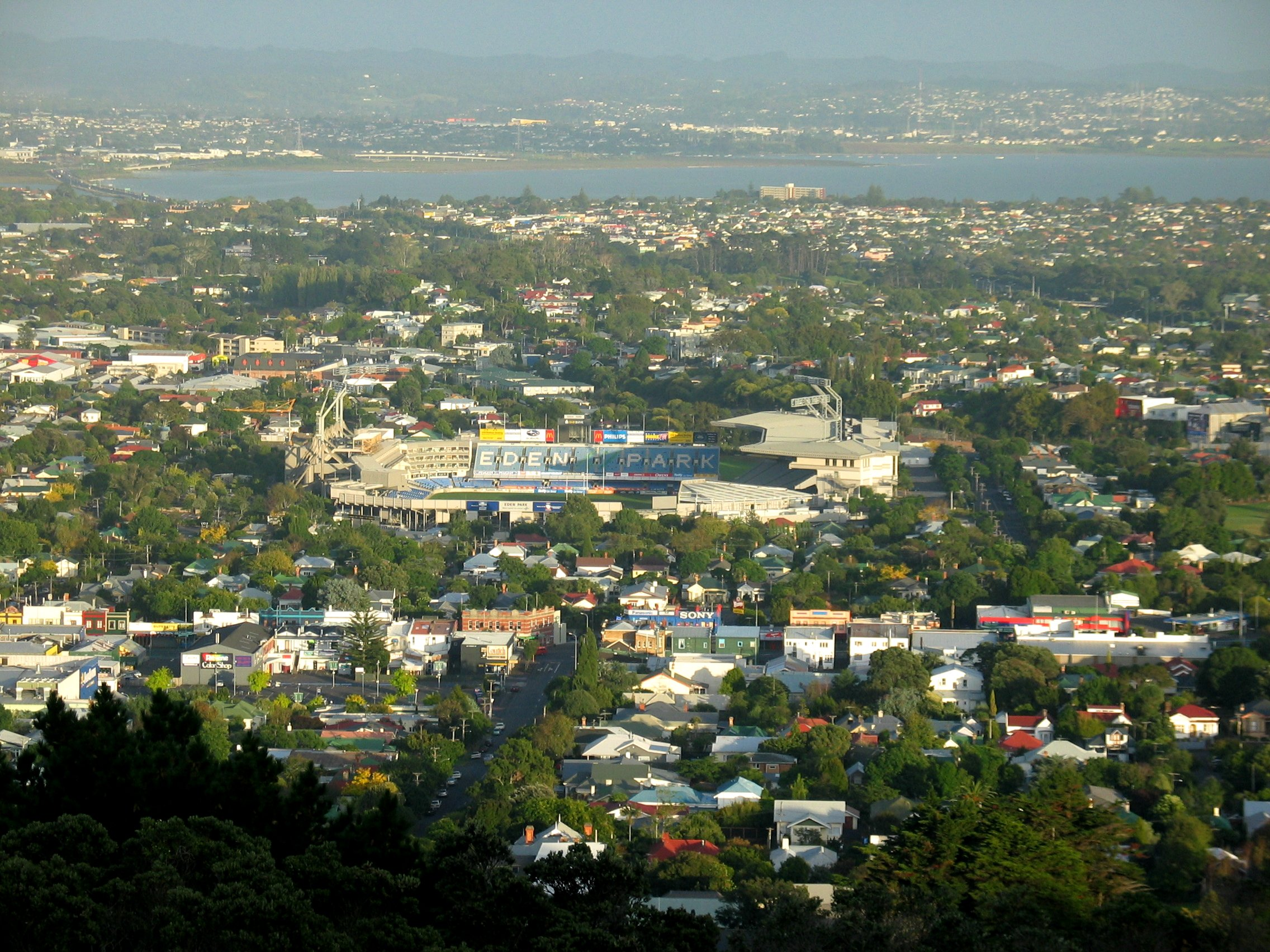
Au mois de juin 1993, Johnson joue son deuxième test avec les Lions à l'Eden Park d'Auckland.

En 1991-1992, Johnson effectue sa première saison complète dans le championnat anglais avec les Tigers qui terminent à la sixième place avec un bilan moyen de six victoires pour cinq défaites et un match nul. Cette année-là, le joueur anglais obtient deux sélections en équipe d'Angleterre B contre la France et l'Italie. Il connaît également une sélection avec les Barbarians lors du match contre l'Australie le 28 novembre 1992. La saison suivante est plus réussie même si le club anglais ne termine que troisième derrière les London Wasps et Bath qui remporte son troisième titre consécutif. En effet, Leicester remporte son premier trophée depuis 1988 en s'adjugeant la coupe d'Angleterre après avoir battu les Harlequins 23-16 lors de la finale à Twickenham au mois de mai. Martin Johnson marque le second essai de son équipe, celui de la victoire puisque les Tigers sont menés jusque-là.
Outre l'obtention de son premier titre en club, cette année 1993 marque un tournant dans la vie du joueur puisqu'il entame sa carrière internationale. Il est retenu en sélection nationale pour la première fois afin de disputer le match du Tournoi des Cinq Nations contre la France à Twickenham au mois de janvier. Il est appelé au tout dernier moment pour remplacer Wade Dooley, blessé, et ne bénéficie d'aucune préparation. Il s'acquitte néanmoins d'un bon match et participe à la victoire anglaise 16-15 aux côtés de son capitaine Will Carling. Le jeune deuxième ligne anglais est sélectionné pour la tournée des Lions britanniques et irlandais 1993 au mois de juillet en Nouvelle-Zélande. Le capitaine des Lions est Gavin Hastings et l'entraîneur Ian McGeechan. Pour la seconde fois de l'année, Johnson est appelé pour remplacer Dooley de nouveau blessé en début de tournée. Le joueur de Leicester manque donc le premier test match contre les All Blacks mais il dispute les deux suivants. Il gagne son premier test contre les Néo-Zélandais 20 à 7 le 26 juin 1993, avant de s'incliner 30 à 13 à l'Eden Park d'Auckland une semaine plus tard contre les coéquipiers de Sean Fitzpatrick.

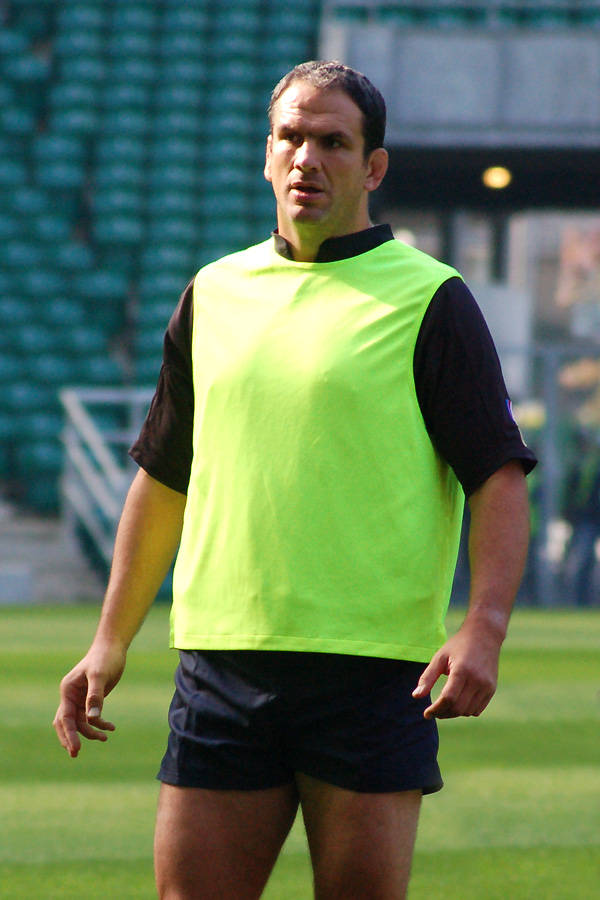
Martin Johnson à l'entraînement.

L'année suivante est plus décevante pour Johnson et Leicester qui échouent par deux fois devant Bath. Le club termine second du championnat derrière l'équipe du Somerset, et perd son titre en finale de la coupe en s'inclinant 21 à 9 devant le club de Bath qui réalise le doublé coupe-championnat. Sur le plan international, le joueur effectue son premier Tournoi des Cinq Nations complet disputant les quatre matchs de la compétition. L'Angleterre termine à la deuxième place derrière le pays de Galles. En juin, Johnson est également appelé pour disputer la tournée d'été en Afrique du Sud. Mais celle-ci se termine prématurément pour lui : commotionné, le joueur rentre à la maison et est remplacé par Simon Shaw sans avoir disputé un seul test match.

### Deux victoires en championnat et deux Tournois (1995-1999)

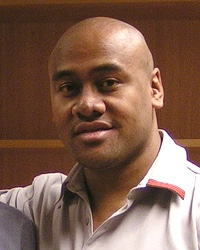
Jonah Lomu marque quatre essais contre les Anglais en demi-finale de la Coupe du monde 1995.

Le club ABC, surnom de Leicester venant des lettres arborées par les trois joueurs de la première ligne sur leurs maillots — Graham Rowntree (A), Richard Cockerill (B) et Darren Garforth (C) — effectue une très bonne seconde moitié des années 1990. Johnson et ses coéquipiers sont couronnés champions d'Angleterre en 1995 pour la première fois depuis le titre du club lors de la saison inaugurale. Ils mettent ainsi fin à la série de quatre titres consécutifs de Bath. En janvier, le joueur anglais retrouve le XV de la rose pour le Tournoi qu'il dispute intégralement. L'Angleterre réalise le Grand Chelem et Johnson remporte son premier titre international. En juin, il dispute la Coupe du monde qui a lieu en Afrique du Sud. Les Anglais sortent premiers de leur poule et éliminent les Wallabies en quart de finale. Johnson et ses coéquipiers sont défaits largement 45-29 par les All-Black en demi-finale. Ils encaissent six essais dont quatre inscrits par Jonah Lomu. Ils sont à nouveau battus lors de la petite finale par les Français. Johnson termine la compétition à la quatrième place en ayant disputé les six rencontres de son équipe.
Le XV de la rose reste sur une bonne dynamique la saison suivante en conservant son titre dans le Tournoi mais sans toutefois réaliser le Grand Chelem car les Anglais perdent le match d'ouverture contre la France. Johnson dispute une nouvelle fois tous les matchs de la compétition et marque son premier essai sous le maillot national contre l'Italie. Sur le plan national, les Leicester Tigers manquent de peu la conquête d'un nouveau titre au profit de Bath. Ils sont battus 16-15 en finale de la coupe d'Angleterre par le club du Somerset qui obtient la victoire grâce à un essai de pénalité en toute fin de match. Ils terminent seconds du championnat également derrière Bath qui réalise une nouvelle fois le doublé. Néanmoins cette deuxième place les qualifie pour la coupe d'Europe que les clubs anglais disputent pour la première fois la saison suivante.
Dans la compétition européenne, Leicester est versé dans la poule B avec la Section paloise, le Leinster, le Llanelli RFC et les Scottish Borders. Les Tigers se qualifient pour les quarts de finale après avoir remporté les quatre matchs de poule. Le quart de finale est un duel anglais où Johnson et ses coéquipiers l'emportent 23-13 contre les Harlequins. En demi-finale, les Anglais sont impressionnants contre le Stade toulousain, champion en titre, qu'ils défont largement sur le score de 37-11. Mais l'aventure européenne s'arrête en finale où l'équipe est battue par le CA Brive 28-9. Martin Johnson glane néanmoins un titre de vice-champion d'Europe en ayant disputé les sept matchs de son équipe. En mai, Leicester ne termine qu'à la quatrième place du championnat mais conclut sa belle saison par un titre dans la Pilkington Cup que le club remporte en battant les Sale Sharks 9 à 3.
Martin Johnson est retenu en sélection nationale pour le début du Tournoi des Cinq Nations 1997 contre l'Écosse, le 1er février 1997 au stade de Twickenham. Les Anglais l'emportent 41 à 13 avec quatre essais de Will Carling, Phil de Glanville, Andy Gomarsall et un essai collectif. Lors du match suivant contre les Irlandais, le 15 février, l'Angleterre inflige à l'Irlande la plus grosse défaite de son histoire du Tournoi sur le score de 46 à 6. Le XV de la rose reçoit ensuite les Français à Twickenham. Il mène 20 à 6 à vingt minutes de la fin avant que les Bleus ne remportent le match 23-20 en inscrivant deux essais transformés par Laurent Leflamand et Christophe Lamaison et une pénalité de ce dernier. Malgré une victoire contre les Gallois lors de la dernière journée, les Anglais terminent à la seconde place derrière la France qui réalise le Grand Chelem. Au mois de juin, Johnson participe à la tournée des Lions en Afrique du Sud et est nommé capitaine de la sélection. Il dispute les trois test matchs contre les Springboks, série remportée par deux victoires à une par les Lions. En août, il devient le capitaine titulaire des Tigers après avoir, à plusieurs reprises au cours de la saison, remplacé Dean Richards absent pour blessure.

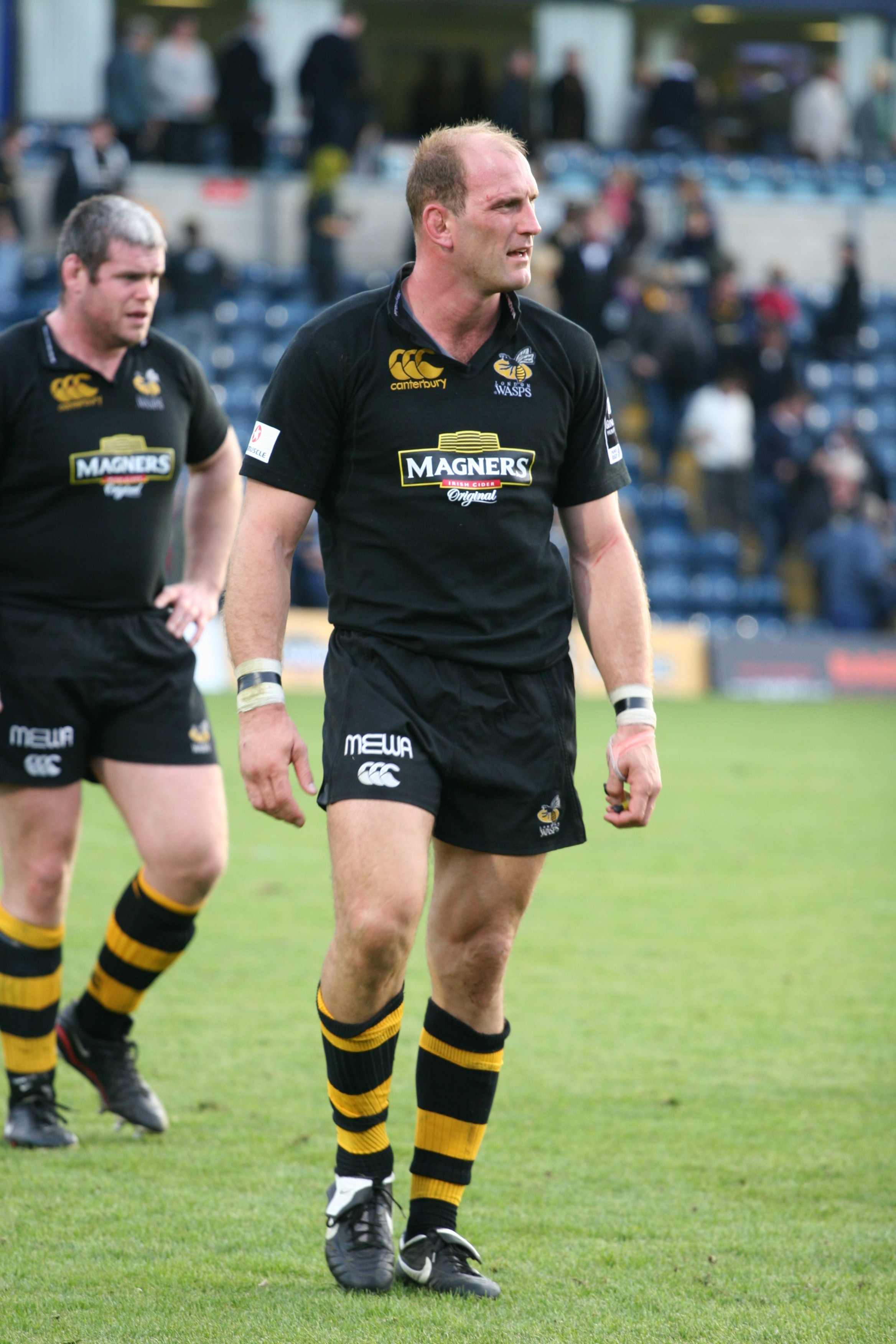
Lawrence Dallaglio, coéquipier de Johnson en équipe nationale, est aussi son adversaire en club avec les London Wasps.

La saison suivante est plus décevante pour Johnson qui ne remporte aucun titre, que ce soit en club ou en équipe nationale. Leicester termine quatrième en championnat et est éliminé dès les phases de poules en coupe d'Europe. Le joueur des Midlands dispute intégralement le Tournoi 1998 mais les Anglais finissent seconds derrière la France qui réalise le Grand Chelem. Le XV de la rose échoue de nouveau dans la conquête du titre en 1999. Lors de cette édition, l'Angleterre perd un match crucial contre les Gallois, abandonnant d'un rien le gain du Tournoi aux Écossais. En effet, lors la dernière rencontre du Tournoi, Scott Gibbs échappe à six placages anglais pour inscrire un essai à la dernière minute. L'Angleterre est vaincue et le titre revient aux Écossais pour une meilleure différence de point d'une unité. En revanche, Johnson réalise une bonne saison avec les Tigers en remportant un second titre en championnat. Leicester profite du boycott de la coupe d'Europe par les clubs anglais en signe de protestation contre son organisation pour se concentrer sur le championnat national et termine largement en tête avec vingt-deux victoires pour seulement quatre défaites. Ce titre sous l'ère de Dean Richards en tant que directeur du rugby, est le premier d'une longue série pour le club. Johnson est récompensé de sa belle saison avec les Tigers à titre personnel en recevant le trophée du meilleur joueur de la saison - Premiership player of the season award - décerné par la Premier Rugby Limited.
La saison 1999 se termine avec la Coupe du monde qui a lieu au Royaume-Uni. Johnson est nommé capitaine du XV anglais pour la première fois, prenant la place de Lawrence Dallaglio qui a avoué au tabloïd News of the World avoir consommé de la drogue. Durant l'été, Johnson dispute les trois matchs de préparation contre l'Australie, les États-Unis et le Canada. Lors du dernier match, le deuxième ligne de Leicester inscrit son second et dernier essai sous le maillot anglais. Martin Johnson est titulaire pour le premier match en Coupe du monde, que l'Angleterre remporte 67 à 7 face à l'Italie. Il dispute ensuite le match de poule perdu largement contre les All-Blacks sur le score de 30 à 16. Lors de cette rencontre, Jonah Lomu marque l'un des plus beaux essais de la compétition, comme l'attestent Martin Johnson et Philippe Sella. Le capitaine anglais joue le dernier match de poule contre les Tonga, remporté facilement sur le score fleuve de 101 à 10. À la suite du match de barrage remporté 45-24 face aux Fidji, Johnson dispute le quart-de-finale contre l'Afrique du Sud. L'Angleterre perd le match 44-21 face aux champions du monde en titre et un Jannie de Beer en verve qui inscrit 34 points,. Les Anglais sortent prématurément de la compétition alors qu'ils évoluent en partie à domicile.

### Champion d'Europe (2000-2002)

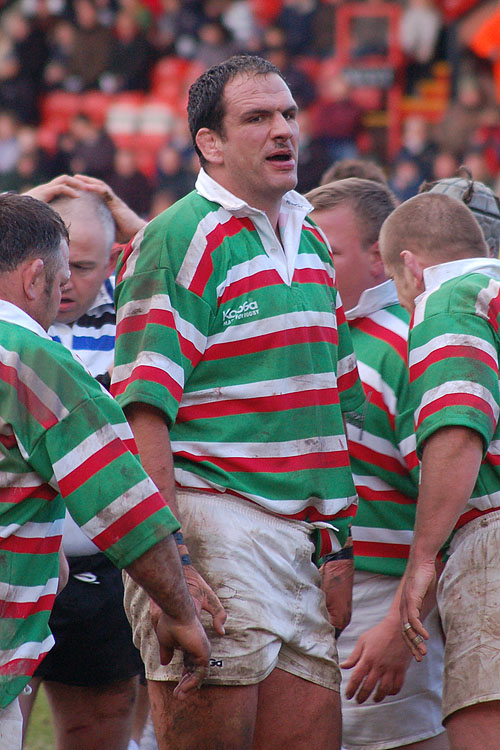
Martin Johnson est double champion d'Europe avec Leicester en 2001 et 2002.

Après la Coupe du monde, Johnson entame une nouvelle saison avec les Tigers qui défendent leur titre en championnat et retrouvent la coupe d'Europe après qu'un accord a été trouvé avec les clubs anglais concernant l'organisation de celle-ci. Leicester est éliminé dès la phase de groupes, terminant troisième de sa poule derrière le Stade français Paris et le Leinster. En revanche, le club anglais conserve son titre en championnat. Johnson est blessé au tendon d'Achille en cours de saison et manque la première édition du Tournoi des Six Nations,, remportée par l'Angleterre sans pour autant réaliser le Grand Chelem en raison de sa défaite lors du dernier match contre l'Écosse. Au mois de juin, il part en tournée en Afrique du Sud, participant à la victoire 27-22 contre les Springboks à Bloemfontein.
Lors de la saison 2000-2001, la quatrième campagne européenne de Leicester, les Tigres sont opposés dans leur poule aux équipes des Glasgow Warriors, de Pontypridd RFC et à la Section paloise. L'équipe du Leicestershire remporte cinq de ses six matchs et termine première de la poule et deuxième au classement général ce qui lui offre un quart de finale à domicile. L'adversaire est le club gallois de Swansea RFC, qui est largement défait 41-10. La demi-finale est beaucoup plus intense contre l'équipe anglaise de Gloucester. La victoire des coéquipiers de Martin Johnson est acquise sur le score de 19 à 15. En finale, les Anglais affrontent le Stade français. Les deux équipes ne parviennent pas à creuser l'écart au score, dix coups de pied de Diego Domínguez répondent à deux essais de Leon Lloyd et un de Neil Back ainsi qu'à dix-neuf points au pied de Tim Stimpson. Les Leicester Tigers remportent finalement la rencontre sur le score de 34-30 et deviennent la troisième équipe anglaise à gagner la coupe d'Europe,. Dans le même temps, les Tigres remportent le championnat ainsi que le Zurich Championship, la phase de play-off introduite pour la première fois dans la compétition. Martin Johnson montre l'exemple en inscrivant le premier essai de la finale remportée 22-10. Les Tigers s'adjugent donc leur troisième titre consécutif et réalisent le doublé coupe d'Europe-championnat.
Au niveau international, Martin Johnson est sélectionné pour les trois matchs internationaux de la tournée de novembre et il récupère son rôle de capitaine qu'il avait cédé à Matt Dawson en raison de sa blessure en début d'année. Cité à comparaître pour des brutalités sur Duncan McRae et Julian White commises lors du match de coupe d'Angleterre contre les Saracens en décembre, il est suspendu 35 jours mais revient sur les terrains à temps pour jouer le Tournoi des Six Nations 2001. Après le match d'ouverture, gagné contre le pays de Galles, l'Angleterre bat nettement l'Italie. L'Angleterre remporte tous les matchs du Tournoi, dont celui contre la France qui subit sa plus lourde défaite dans le Tournoi avec un score de 48-19,, si ce n'est celui contre l'Irlande qui est reporté en octobre à la suite d'une épizootie de fièvre aphteuse. Entre-temps, Johnson est de nouveau désigné capitaine des Lions britanniques pour la tournée de juin en Australie. Il devient le seul joueur à avoir été le capitaine de deux tournées consécutives des Lions. La sélection s'incline pour la première fois de son histoire contre les Wallabies avec deux défaites et une seule victoire,,. Le match du Tournoi en retard, joué à Lansdowne Road est gagné par les Irlandais 20-14 en l'absence de Johnson,. L'Angleterre et l'Irlande se retrouvent avec le même nombre de victoires mais les Anglais obtiennent le gain du Tournoi à la différence de points marqués. Martin Johnson retrouve seulement le groupe anglais pour le match de novembre contre les Springboks participant à la victoire 29-9 du XV de la Rose.

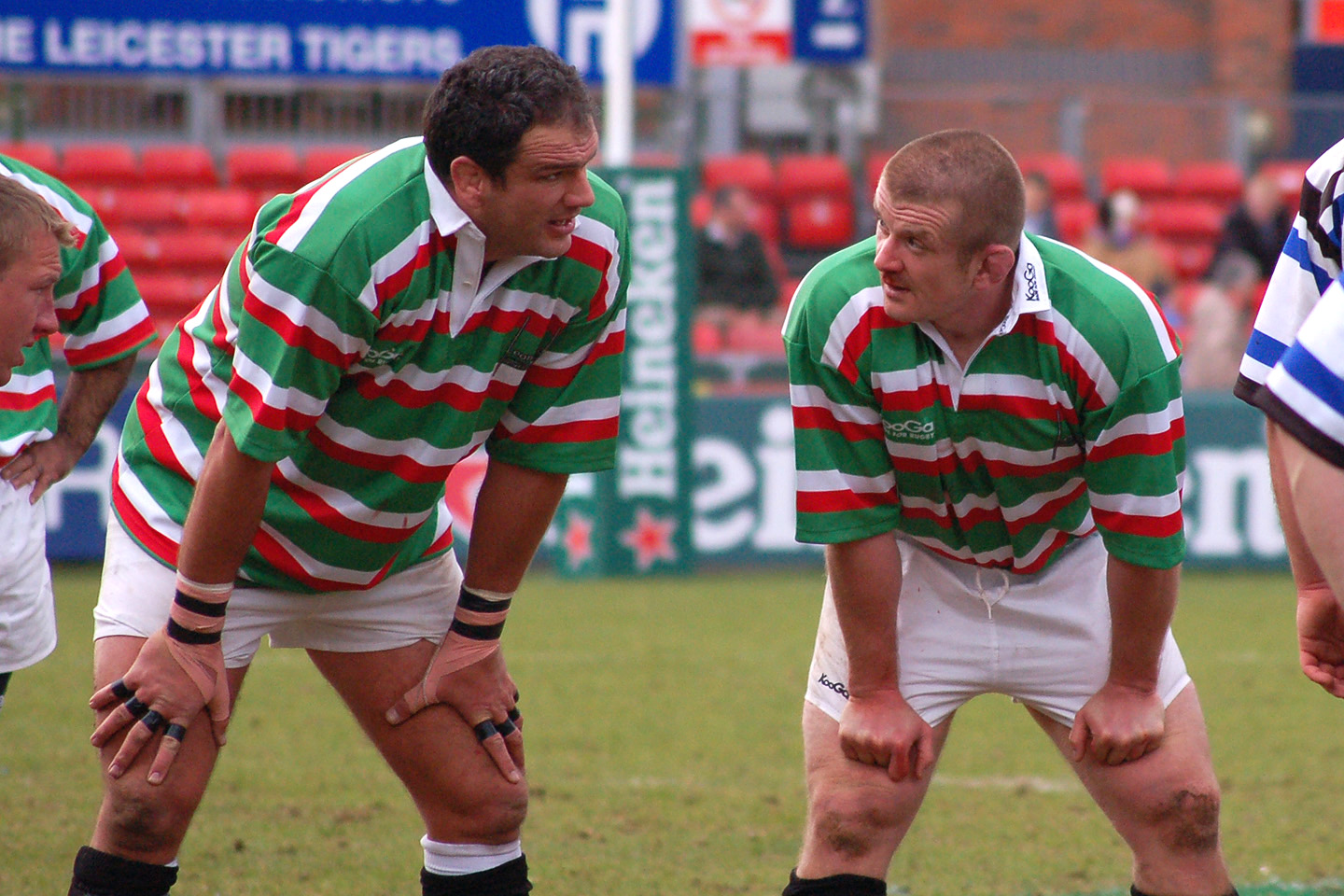
Martin Johnson et Graham Rowntree sont coéquipiers chez les Leicester Tigers de 1991 à 2005.

La défense du titre européen acquis l'année précédente est l'objectif des Tigers lors de la saison 2001-2002. Le club anglais hérite d'une poule abordable avec le Llanelli RFC, l'USA Perpignan et le club italien de Calvisano. Le premier match contre les Gallois est âpre et émaillé de cartons jaunes. Johnson est d'ailleurs très vite puni dix minutes pour une brutalité tout comme Stephen Jones lors d'une altercation avec le deuxième ligne et capitaine de Leicester. Le club anglais gagne la rencontre d'une courte tête sur le score de 12 à 9. Leicester enchaîne ensuite sur quatre victoires consécutives contre Calvisano et Perpignan contre lequel Martin Johnson ne joue aucun des deux matchs. La défaite contre Llanelli lors du dernier match de poule n'a que peu d'incidence car Leicester a assuré sa qualification et sa première place dans le groupe dès la cinquième journée. En quart de finale, les Anglais éliminent le Leinster puis retrouve Llanelli en demi-finale. Le match est de nouveau très serré mais Johnson et ses coéquipiers se qualifient sur le fil grâce à une pénalité de 58 mètres réussie par Tim Stimpson à la dernière minute. En finale, Leicester affronte le Munster. La passion populaire est grande pour cette finale arbitrée par Joël Jutge qui se déroule au Millennium Stadium de Cardiff. Le résultat est serré, 19-15 en faveur de Leicester qui devient le premier club à conserver son titre européen. La belle saison des Tigers se conclut sur un quatrième titre consécutif en championnat même si le club est éliminé par les Bristol Shoguns dès les quarts de finale du Zurich Championship. Malgré ses deux trophées européens et ses quatre titres consécutifs de champion d'Angleterre, Martin Johnson a encore faim de succès.
Cette envie passe surtout par la conquête de titres avec l'équipe nationale mais le joueur ne connaît pas le même succès cette année-là avec le XV de la rose. Lors du Tournoi des Six Nations 2002, l'Angleterre gagne contre l'Écosse et l'Irlande, puis s'incline contre la France au stade de France. Les Anglais gagnent ensuite leurs deux derniers matchs contre le pays de Galles et l'Italie mais la France remporte le Grand Chelem. Le joueur natif de Solihull ne dispute pas le match contre l'Argentine à Buenos Aires durant l'été 2002, mais il participe aux test matchs de novembre où son équipe bat les trois géants de l'hémisphère sud à Twickenham à une semaine d'intervalle : des victoires 31-28 contre les All Blacks, 32-31 contre les Wallabies et 53-3 contre les Springboks. Cette belle série prometteuse à moins d'un an de la Coupe du monde est un message fort envoyé à tous leurs adversaires.

### Grand Chelem et Coupe du monde en 2003

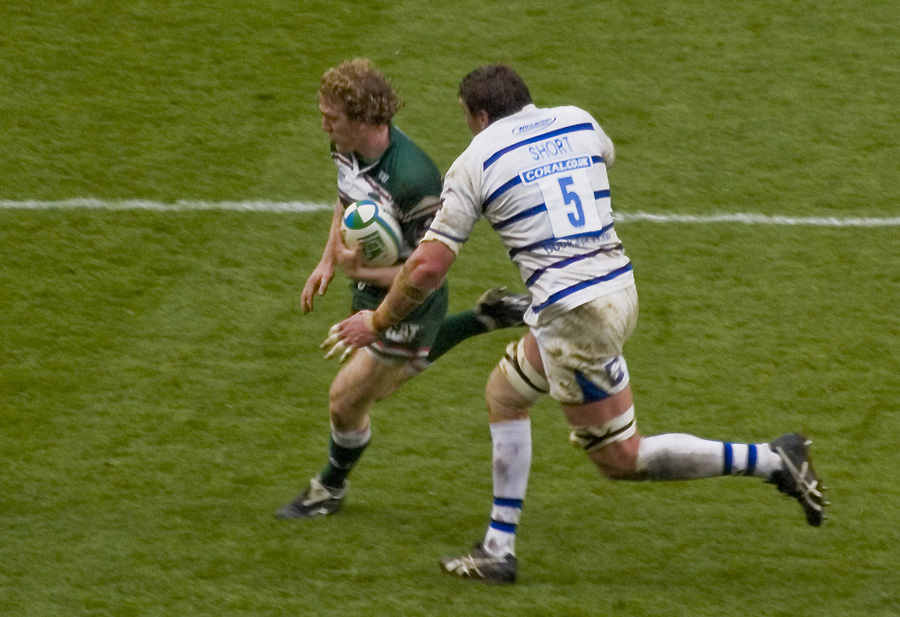
Sam Vesty est le partenaire de Martin Johnson avec Leicester.

Le club des Leicester Tigers aborde la nouvelle saison pour défendre ses deux titres en championnat et en coupe d'Europe, mais il échoue à les conserver. En championnat, le club anglais termine sixième et ne se qualifie pas pour la phase de play-off. Lors de sa saison européenne 2002-2003, il se retrouve dans une poule avec une opposition modeste avec le Neath RFC, Rugby Calvisano et l'AS Béziers. Le club anglais termine premier de son groupe avec cinq victoires et un match nul concédé contre le club gallois, s'assurant ainsi un quart de finale à domicile. Les coéquipiers de Johnson retrouvent leur adversaire de la dernière finale, le Munster. Le club irlandais prend sa revanche et élimine les Tigers en venant gagner 20 à 7 à Welford Road.
Si la saison en club est stérile de titre, Johnson vit sa plus belle année en tant que capitaine de la sélection nationale avec la conquête de deux titres majeurs de sa carrière. Il est à nouveau sélectionné pour participer au Tournoi des Six Nations. Lors du match d'ouverture en février 2003, l'Angleterre défait la France 25 à 17,, avec vingt points inscrits au pied par Jonny Wilkinson et un essai de Jason Robinson. La sélection anglaise gagne ensuite contre le pays de Galles, l'Italie et l'Écosse. Lors du match contre les Italiens, Wilkinson obtient le capitanat pour la première fois, il remplace Johnson indisponible en raison de la naissance de son premier enfant. Dans le même temps, l'Irlande remporte elle aussi tous ses matchs, le match entre les deux équipes à Lansdowne Road s'annonce alors décisif pour l'attribution du titre. L'Angleterre gagne la rencontre largement 42 à 6, et remporte le Tournoi en réalisant le Grand Chelem. C'est le second Grand Chelem pour le deuxième ligne britannique après celui réalisé en 1995.
Après le Tournoi, le XV de la rose effectue une tournée en juin dans l'hémisphère sud. L'équipe affronte d'abord la Nouvelle-Zélande le 14 juin dans de mauvaises conditions climatiques et gagne 15-13. Le huit de devant est brillamment conduit par son capitaine, Martin Johnson, et la sortie temporaire de Neil Back et Lawrence Dallaglio pour un carton jaune, ne change pas la physionomie du match. Les Anglais gagnent 25 à 14 contre l'Australie la semaine suivante, remportant un doublé historique. Clive Woodward est fier de la prestation de son capitaine. L'Angleterre effectue un dernier match de préparation avant la Coupe du monde contre la France début septembre. Johnson et ses coéquipiers surclassent les Français en marquant cinq essais pour une victoire 45 à 14.

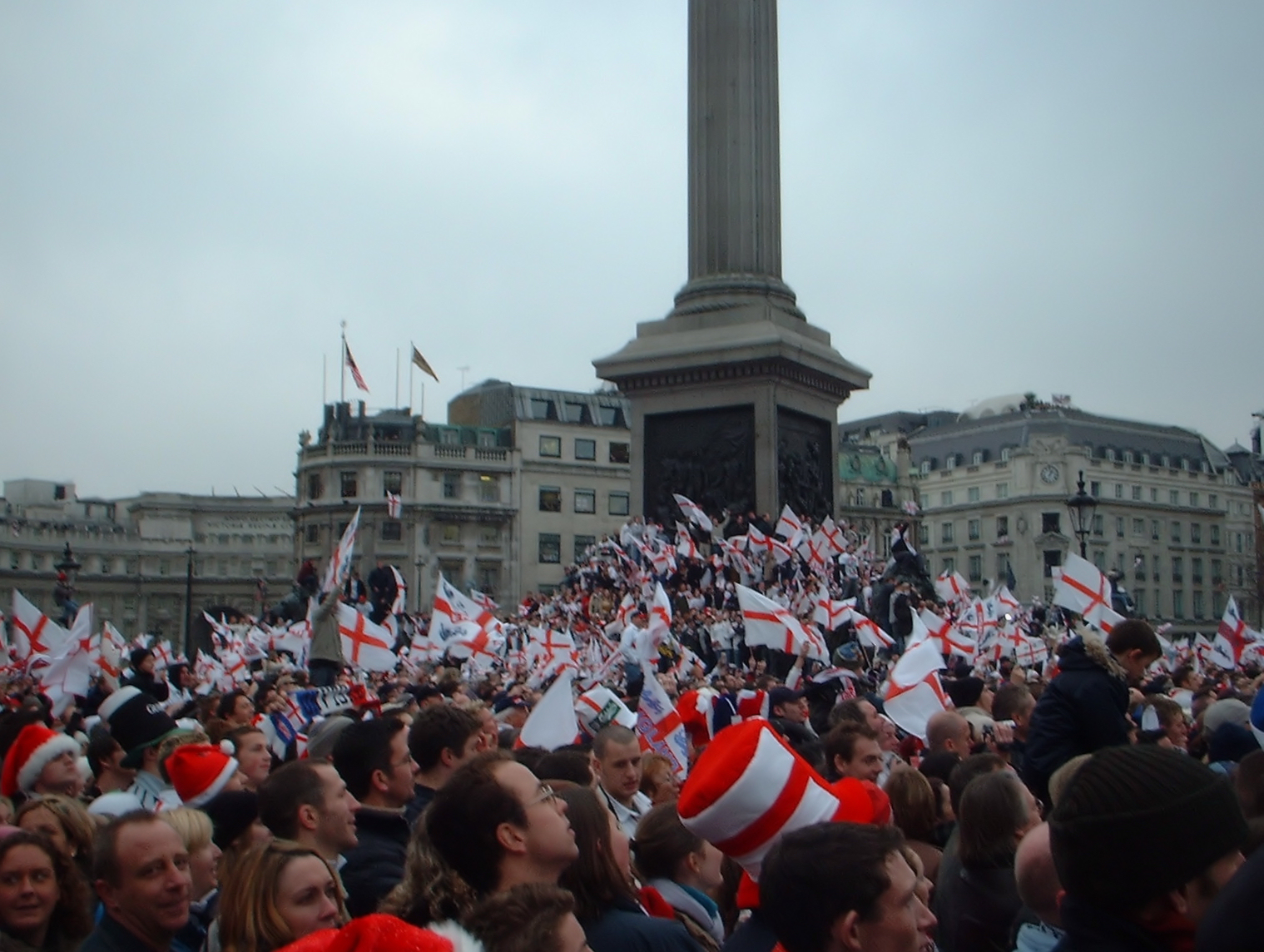
Célébrations à Trafalgar Square après la victoire de l'Angleterre en Coupe du monde.

Au mois d'octobre, l'Angleterre commence la Coupe du monde 2003 à Subiaco Oval et s'impose facilement 84-6 contre la Géorgie. Lors du second match de poule contre les Springboks, Wilkinson marque vingt des vingt-cinq points de l'équipe et Will Greenwood un essai pour une victoire 25 à 6. La troisième rencontre contre les Samoa est remportée difficilement 35-22, ce qui conduit Martin Johnson à critiquer son équipe qui n'a pas convaincu et doit se remettre en cause,. Enfin, l'Angleterre s'impose largement 111-13 dans le dernier match contre l'Uruguay, Johnson est laissé au repos et ne rentre qu'en fin de partie. L'équipe finit à la première place de la poule C et se qualifie pour la suite de la compétition. Lors des quarts de finale, le XV de la Rose défait le pays de Galles au Suncorp Stadium sur le score de 28 à 17. En demi-finale, les Anglais retrouvent la France qu'ils battent 24 à 7 avec un Jonny Wilkinson auteur de tous les points de son équipe. Lors de la finale contre l'Australie, alors que les deux équipes sont à égalité 17 partout lors de la prolongation, Wilkinson passe un drop du pied droit à 26 secondes de la fin du temps réglementaire, assurant ainsi la première victoire de l'Angleterre en Coupe du monde,. Bien que certains, comme David Campese, dénoncent un style de jeu anglais « ennuyeux », l'Angleterre de Martin Johnson décrochent la coupe Webb Ellis. Johnson est un capitaine exemplaire, les résultats montrent que le XV de la rose est une équipe plus difficile à battre quand il joue.

### Fin de carrière (2004-2005)
Johnson annonce sa retraite internationale en janvier 2004 après de longs mois de réflexion depuis la fin de la Coupe du monde, il compte un total de 84 capes, dont 39 comme capitaine. Il continue sa carrière de joueur professionnel avec son club des Tigers mais la saison du club n'est pas très bonne. En championnat, Leicester termine à la cinquième place et manque la phase finale pour la seconde année de suite. En coupe d'Europe, le club anglais ne sort pas de la phase de poule, barré par le Stade français qui termine premier et seul qualifié du groupe.
L'année suivante, Leicester tombe dans une poule relevée où il affronte les champions en titre des London Wasps, le Biarritz olympique et Calvisano. La double confrontation avec les Londoniens tourne à l'avantage des Tigers, et Johnson et ses coéquipiers se qualifient pour les quarts de finale en tant que meilleur deuxième, terminant à trois points du leader biarrot. Entre-temps, Johnson annonce officiellement fin janvier qu'il mettra un terme définitif à sa carrière de joueur professionnel à la fin de la saison. En quart de finale, le club anglais se déplace en Irlande à Lansdowne Road et maîtrise le match disputé contre le Leinster pour s'imposer 29-13 et retrouver Toulouse en demi-finale. Le club de la ville rose l'emporte 27 à 19 en Angleterre et Johnson échoue à remporter une troisième coupe d'Europe. En championnat, Leicester termine premier de la phase régulière et se qualifie directement pour la finale des play-off. Cité pour une bagarre lors de la rencontre contre les Saracens, le deuxième ligne risque une suspension qui mettrait prématurément un terme à sa saison et à sa carrière, mais il fait appel de la décision et obtient gain de cause pour pouvoir disputer la phase finale du championnat avec son club. En finale, Leicester retrouve les London Wasps pour la cinquième fois de la saison après une double confrontation en championnat et en coupe d'Europe qui s'est soldée à l'avantage des Tigers - trois victoires et un match nul. Mais les Londoniens remportent la finale disputée le 14 mai 2005 sur le score de 39 à 14, troublant les festivités des départs de Neil Back et Martin Johnson,.

## Carrière d'entraîneur

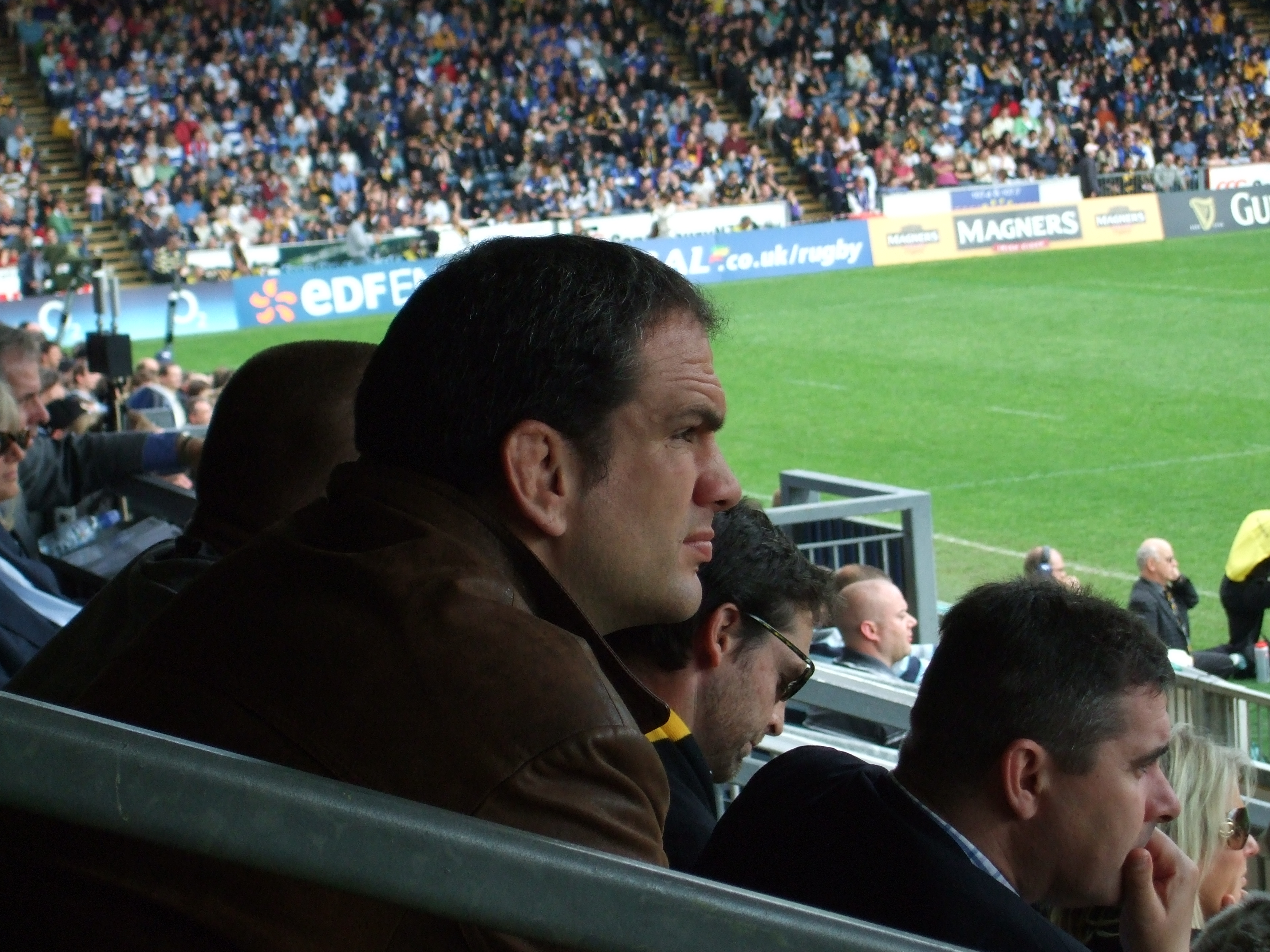
Johnson, tout nouveau sélectionneur, assiste à la demi-finale du championnat anglais entre Bath et les London Wasps au mois de mai 2008.

Dès 2006, Johnson est pressenti comme un potentiel sélectionneur pour le XV de la rose en remplacement d'Andy Robinson mais c'est finalement Brian Ashton qui obtient le poste. Au cours de l'année 2007, il révèle qu'il a été approché à plusieurs reprises par la Rugby Football Union pour intégrer le staff de l'équipe nationale mais il s'y refuse affirmant que « le temps n'est pas encore venu ». Finalement, il devient manager général de l'équipe d'Angleterre le 16 avril 2008 en remplacement d'Ashton par un vote à l'unanimité du comité directeur de la fédération. Il prend ses fonctions le 1er juillet et son contrat court jusque après la Coupe du monde de rugby à XV 2011. C'est le directeur de l'élite de la Fédération anglaise, Rob Andrew, qui assure l'intérim en attendant la prise de fonction de Johnson. Il devient également membre du Professional Game Board, l'organisme qui régule le rugby à XV professionnel en Angleterre.
Pour son premier Tournoi comme manager, après avoir battu l'Italie, l'Angleterre s'incline 23 à 15 au pays de Galles et Martin Johnson est frustré en raison des deux cartons jaunes obtenus par Mike Tindall et Andy Goode qui coûtent cher à l'équipe,. L'Angleterre subit une nouvelle défaite contre les Irlandais sur le score de 14 à 13 et l'indiscipline anglaise pénalise l'équipe et rend furieux l'entraîneur. La sélection remporte ses deux autres matchs et termine à la seconde place derrière l'Irlande qui réalise le Grand Chelem. Fin 2009, son premier bilan est de huit défaites en quatorze rencontres, y compris les défaites des tests de l'automne contre l'Australie et la Nouvelle-Zélande. Mais le président de la Fédération assure Johnson de son soutien le 22 novembre 2009.
L'année 2010 commence avec le Tournoi. Après une entame ponctuée par une victoire 30-17 contre les Gallois, le XV de la Rose remporte difficilement son match contre l'Italie et la performance anglaise et le manque d'ambition du jeu sont critiqués,. L'Angleterre perd ensuite contre l'Irlande 16-20, puis concède le match nul contre l'Écosse. Le XV de la Rose perd aussi le dernier match du Tournoi contre les Français, vainqueurs du Tournoi, c'était ce jour-là l'équipe la plus entreprenante au Stade de France alors qu'elle était auparavant souvent critiquée pour son jeu stérile. Elle termine à la troisième place du Tournoi. Malgré les critiques fortes des media envers le sélectionneur, la Rugby Football Union lui apporte nouvelle fois son soutien et confirme Johnson dans ses fonctions jusqu'à la Coupe du monde 2011. Martin Johnson retrouve le groupe anglais pour la tournée de juin pour un premier test-match contre les Australiens, il laisse le poste de demi d'ouverture à Toby Flood. Après une défaite, le deuxième match est plus rassurant pour Martin Johnson qui gagne enfin dans l'hémisphère sud.
En 2011, Johnson et l'Angleterre commencent le Tournoi idéalement avec deux victoires contre le pays de Galles (26-19) et l'Italie (59-13). Le XV de la rose impressionne par sa production de jeu et se positionne en favori pour la victoire du Tournoi et l'obtention du Grand Chelem. Mais la suite de la compétition est plus difficile avec une victoire contre la France, une autre plus laborieuse contre l’Écosse et une défaite lors du dernier match contre les Irlandais qui privent Johnson et l'Angleterre d'un treizième Grand Chelem. Lors de la Coupe du monde, les Anglais accèdent en quart de finale en battant l'Argentine (13-9), la Géorgie (41-10), la Roumanie (67-3) et l'Écosse (16-12) en matchs de poule. Les Anglais parviennent à l'emporter contre l'Écosse en inscrivant un essai par Chris Ashton en toute fin de match, après que Jonny Wilkinson ait seulement converti deux coups de pied sur six tentés et que l'Écosse ait mené toute la rencontre. Mais l'équipe anglaise est éliminée par la France en quart-de-finale. Après cette Coupe du monde ratée, le manager du XV de la rose donne sa démission le 16 novembre 2011.

## Palmarès

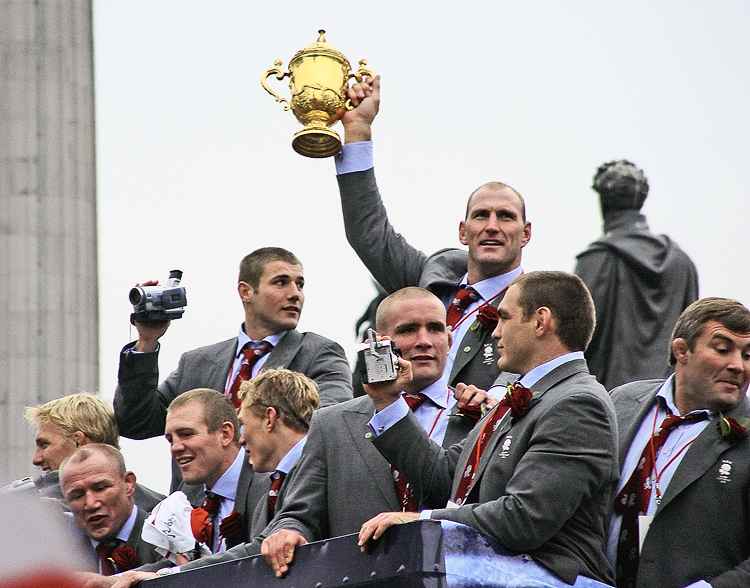
Triomphe pour les Anglais champions du monde en 2003.

Pendant sa carrière de rugbyman professionnel, Martin Johnson se construit le plus beau palmarès du rugby anglais tant en club qu'en équipe nationale, le titre de champion du monde 2003 obtenu en tant que capitaine du XV de la rose restant l'exploit le plus retentissant de sa carrière.

### En club
Fidèle tout au long de sa carrière aux Leicester Tigers, Martin Johnson remporte au moins une fois toutes les compétitions auxquelles il participe avec le club anglais. Il remporte la coupe d'Europe à deux reprises en 2001 et 2002 et perd une finale en 1997 pour un total de huit participations à la compétition européenne. Sur le plan national, il gagne le championnat d'Angleterre à cinq reprises dont quatre fois consécutives : 1995, 1999, 2000, 2001 et 2002. Il termine trois fois vice-champion d'Angleterre en 1994, 1996 et 2005. Il remporte également par deux fois la coupe d'Angleterre en 1993 et 1997 contre deux finales perdues en 1994 et 1996. Enfin, il gagne le trophée des Champions en 2002 face au Biarritz olympique.

### En équipe nationale
Martin Johnson participe à trois coupes du monde, avec un titre de champion du monde 2003, une quatrième place en 1995 et une place de quart de finaliste en 1999. Il remporte également quatre Tournois en 1995, 1996, 2001 et 2003, réalisant deux fois le Grand Chelem en 1995 et 2003.

#### Coupe du monde
| Édition             | Rang               | Résultats Angleterre | Résultats M. Johnson | Matchs M. Johnson |
| ------------------- | ------------------ | -------------------- | -------------------- | ----------------- |
| Afrique du Sud 1995 | Quatrième place    | 4 v, 0 n, 2 d        | 4 v, 0 n, 2 d        | 6/6               |
| Royaume-Uni 1999    | Quart de finaliste | 3 v, 0 n, 2 d        | 3 v, 0 n, 2 d        | 5/5               |
| Australie 2003      | Champion du monde  | 7 v, 0 n, 0 d        | 7 v, 0 n, 0 d        | 7/7               |

Légende : v = victoire ; n = match nul ; d = défaite.

#### Tournoi
| Édition                       | Rang | Résultats Angleterre | Résultats M. Johnson | Matchs M. Johnson |
| ----------------------------- | ---- | -------------------- | -------------------- | ----------------- |
| Tournoi des Cinq Nations 1993 | 3    | 2 v, 0 n, 2 d        | 1 v, 0 n, 0 d        | 1/4               |
| Tournoi des Cinq Nations 1994 | 2    | 3 v, 0 n, 1 d        | 3 v, 0 n, 1 d        | 4/4               |
| Tournoi des Cinq Nations 1995 | 1    | 4 v, 0 n, 0 d        | 4 v, 0 n, 0 d        | 4/4               |
| Tournoi des Cinq Nations 1996 | 1    | 3 v, 0 n, 1 d        | 3 v, 0 n, 1 d        | 4/4               |
| Tournoi des Cinq Nations 1997 | 2    | 3 v, 0 n, 1 d        | 3 v, 0 n, 1 d        | 4/4               |
| Tournoi des Cinq Nations 1998 | 2    | 3 v, 0 n, 1 d        | 3 v, 0 n, 1 d        | 4/4               |
| Tournoi des Cinq Nations 1999 | 2    | 3 v, 0 n, 1 d        | 3 v, 0 n, 1 d        | 4/4               |
| Tournoi des Six Nations 2001  | 1    | 4 v, 0 n, 1 d        | 4 v, 0 n, 0 d        | 4/5               |
| Tournoi des Six Nations 2002  | 2    | 4 v, 0 n, 1 d        | 3 v, 0 n, 1 d        | 4/5               |
| Tournoi des Six Nations 2003  | 1    | 5 v, 0 n, 0 d        | 4 v, 0 n, 0 d        | 4/5               |

Légende : v = victoire ; n = match nul ; d = défaite ; la ligne est en gras quand il y a Grand Chelem.

### Entraîneur
- Tournoi des Six Nations : 1 victoire 
  - 2011 : Vainqueur sans Grand chelem
- Coupe du monde de rugby à XV
  - 2011 : Quart-de-finaliste
- Autres
  - Calcutta Cup (2) : 2009 et 2011
  - Trophée Eurostar (2) : 2009 et 2011

## Statistiques

### En club
En quinze saisons passées avec les Leicester Tigers, Martin Johnson dispute 307 matchs toutes compétitions confondues, dont 51 matchs en coupe d'Europe au cours desquels il marque deux essais, inscrits en 1997 et 2004. Il évolue toujours au plus haut du championnat national avec le club anglais avec un statut de titulaire alors que celui-ci est composé de très nombreux internationaux. Au début de sa carrière, il passe également deux saisons avec l'équipe néo-zélandaise de King Country dans la seconde division du National Provincial Championship.

### En équipe nationale
En dix années, Martin Johnson dispute 84 matchs avec l'équipe d'Angleterre au cours desquels il marque deux essais (10 points). Il participe notamment à neuf Tournois des cinq/Six Nations et à trois coupes du monde (1995, 1999 et 2003) pour un total de dix-huit rencontres disputées en trois participations,. Il est le capitaine du XV de la rose à 39 reprises de 1999 à 2003.

### Avec les Lions britanniques
Martin Johnson participe à trois tournées avec l'équipe des Lions britanniques et irlandais, en 1993, 1997 et 2001 durant lesquelles il dispute quinze rencontres. En particulier, il joue huit test matchs : deux contre la Nouvelle-Zélande en 1993, trois contre l'Afrique du Sud en 1997 et trois contre l'Australie en 2001. Il est le seul joueur de l'histoire à être deux fois capitaine des Lions (1997 et 2001).

### En tant que sélectionneur
Depuis son arrivée à la tête du XV de la rose le 1er juillet 2008 à sa démission le 16 novembre 2011, Martin Johnson dirige l'équipe anglaise sur un total de 38 rencontres pour un bilan de vingt-et-une victoires, un match nul et seize défaites.

## Style, popularité et activités en dehors du rugby

### Style

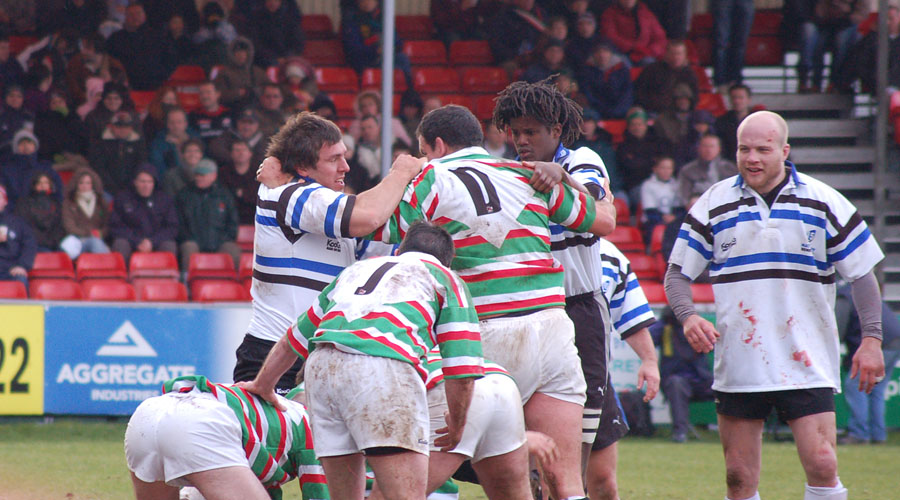
Le rôle du deuxième ligne est dans la conquête, toujours à la limite dans le combat.

Les qualités de Martin Johnson sont propres au rôle « obscur » d'un deuxième ligne, qui apporte de la puissance de combat, une capacité à la récupération des ballons et un courage défensif. Les phases de conquête du rugby à XV sont la mêlée et la touche. Aussi, la puissance physique et intimidante du joueur de Leicester, sa capacité à régner sur le « jeu au près », profitent à son équipe en gains de balle. Il est très adroit pour sa taille. Son aspect intimidant va de pair avec son côté taciturne face aux médias lorsqu'il faut parler de lui,. Il est en revanche plus affable pour parler du collectif et de l'équipe.
De même, son mental de vainqueur et de batailleur ainsi que son attitude exemplaire transcendent ses partenaires et lui confère un leadership naturel. Lors du quart de finale contre le pays de Galles à la Coupe du monde 2003, l'équipe anglaise se retrouve menée de sept points à la mi-temps. Johnson critique et harangue ses coéquipiers dans le vestiaire pour les recadrer. De retour sur le terrain, l'équipe montre un autre visage et remporte finalement la rencontre 28-17. C'est cette qualité de meneur qui le conduit à être pendant des années le capitaine indiscutable du XV de la rose, des Lions et de Leicester, puis à devenir le sélectionneur de l'équipe nationale en 2008.
Johnson est intelligent et très féru de culture sportive. Il est notamment un supporter des 49ers de San Francisco, une franchise de football américain basée à San Francisco disputant la National Football League.

### Reconnaissance et popularité

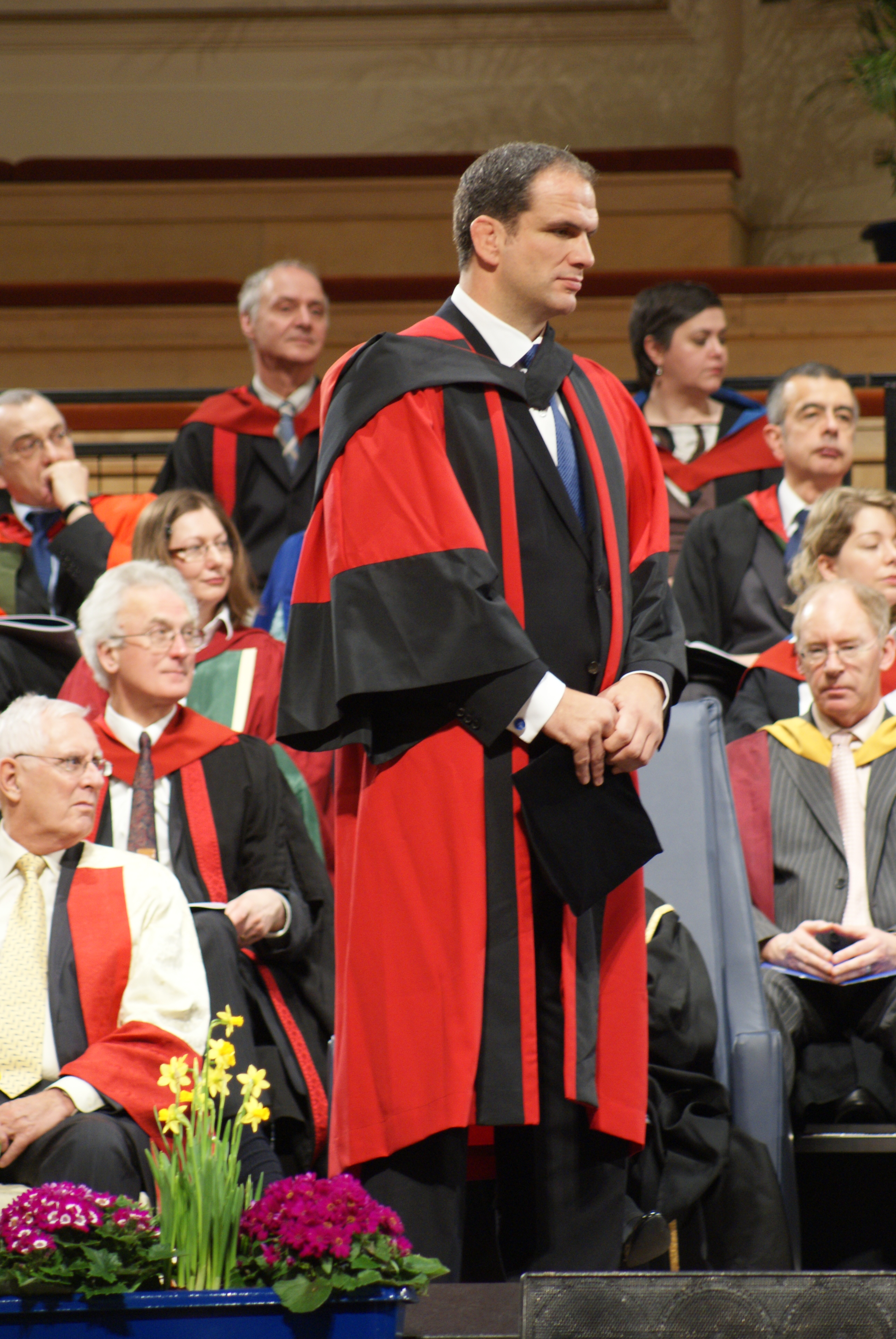
Martin Johnson est honoré à l'Université de Leicester en janvier 2010.

Avec une carrière unique dans le rugby anglais, Johnson a reçu de nombreuses récompenses individuelles et marques de reconnaissance. Il est nommé membre de l'Empire britannique en 1998 puis Commandeur de l'Empire britannique en 2004 pour avoir mené l'équipe d'Angleterre à la victoire en Coupe du monde. Lors de la saison 1998-1999, il est nommé meilleur joueur de la saison par ses pairs, recevant le Premiership player of the season award décerné par la Premier Rugby Limited. En 2005, il est intégré au Temple international de la renommée du rugby. Cette même année, dans le cadre des célébrations du centenaire du stade de Twickenham, il est intégré au Twickenham Wall of Fame récompensant les cent meilleurs joueurs ayant marqué de leur empreinte l'histoire du stade,. Il est élu le meilleur des cent joueurs de cette sélection et figure dans la liste aux côtés de ses quatre coéquipiers champions du monde Richard Hill, Neil Back, Lawrence Dallaglio et Jason Robinson. Au début de l'année 2010, il est honoré par l'Université de Leicester et reçoit le titre de Doctor of Law. Puis en mai, il figure sur la Dream Team européenne de l'European Rugby Cup (ERC), à savoir la meilleure équipe-type des compétitions des clubs européens au cours des quinze premières éditions.

### Revenus, collaborations et activités en dehors du rugby

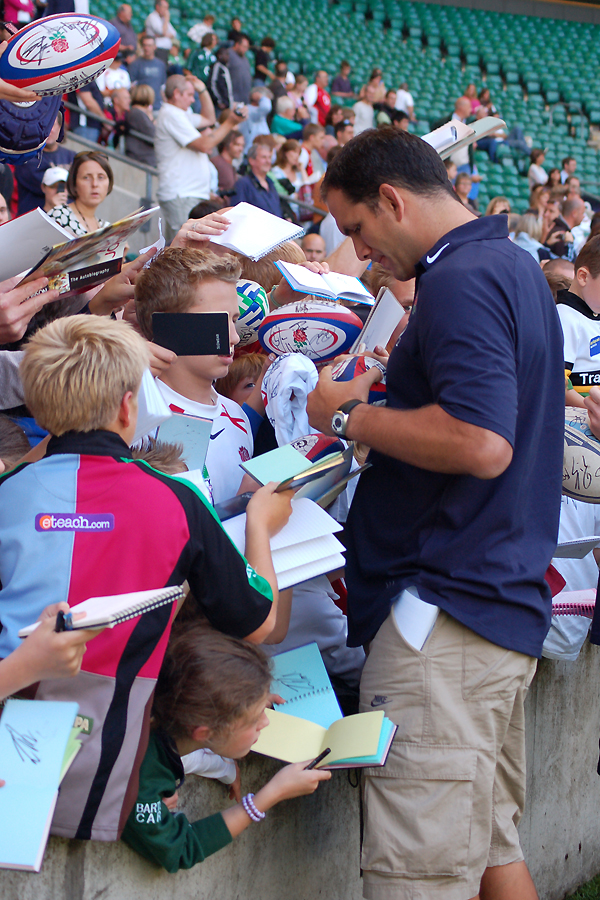
Séance d'autographes

La professionnalisation du rugby à XV démarre en 1995 avec Jonah Lomu en fer de lance. Elle se poursuit et s'accentue dans les années 2000. Les sportifs voient alors leur statut évoluer et le monde du rugby à XV bascule vers un business de plus en plus important. Martin Johnson lui-même est d'ailleurs recruté par Adidas ; la campagne mondiale victorieuse de 2003 associée à un statut de vedette connue dans la « planète Ovalie », lui permet de négocier son contrat à la hausse pour une valeur de six cent mille livres avec des partenaires comme Adidas donc, la brasserie Tetley's, la banque HSBC, la compagnie aérienne australienne Qantas, le constructeur Mercedes ou le manufacturier Wolsey. Il a un engagement commercial avec la marque de vêtements de Marks & Spencer et travaille avec NSPCC and Sparks , un organisme de charité pour la recherche médicale en faveur des enfants. Auparavant, dès 2001 il apparaît sur la couverture d'un jeu vidéo de rugby diffusé par EA Sports.
L'année de sa retraite internationale, il publie son autobiographie intitulée Martin Johnson - The Autobiography qui sort dans les librairies anglophones au mois d'août 2004. Il propose également un DVD Johno's world cup warriors. En janvier 2007, alors qu'il est consulté par le quotidien d'information britannique The Guardian, le double capitaine des Lions n'occupe aucune fonction officielle dans le rugby à XV, il se contente d'œuvres de charité et de campagnes pour ses sponsors. Pour la Coupe du monde de rugby à XV 2007, il est ambassadeur officiel d'Orange, il intervient dans un débat pour VISA, une société de carte de crédit.